# Platyodon cancellatus
Platyodon cancellatus är en musselart som först beskrevs av Conrad 1837.  Platyodon cancellatus ingår i släktet Platyodon och familjen sandmusslor. Inga underarter finns listade i Catalogue of Life.